# عبد الصمد الزلزولي
عبد الصمد الزلزولي (مواليد 17 ديسمبر 2001) هو لاعب كرة قدم مغربي محترف يلعب كجناح مع نادي ريال بيتيس ويلعب مع منتخب المغرب.

## مسيرته الكروية
ولد الزلزولي في المغرب، وانتقل إلى إسبانيا في سن الرابعة، وبدأ لعب كرة القدم مع فرق الشباب في إلتشي في سن السابعة. انتقل إلى إيركوليس في عام 2016 وبدأ مسيرته الكروية معهم في عام 2019، وانتقل إلى برشلونة ب في 31 أغسطس 2021. شارك لأول مرة مع فريق برشلونة الأول في مباراة بالدوري الإسباني انتهت بالتعادل 1–1 مع ألافيس في 30 أكتوبر 2021، حيث دخل كبديل.

## مسيرته الدولية

مثّل الزلزولي منتخب المغرب تحت 20 سنة في كأس العرب 2020 تحت 20 سنة، وسجل هدفين في 5 مباريات.

## الإنجازات
المغرب تحت 23
- كأس الأمم الإفريقية : 2023[8]
- برونزية كرة القدم الأولمبية : 2024[9]

### فردية
- هداف كأس الأمم الإفريقية تحت 23 سنة : 2023[10]
- أفضل ممرر في كأس الأمم الإفريقية تحت 23 سنة : 2023

## وصلات خارجية
```
* 
عبد الصمد الزلزولي
 على موقع 
الاتحاد الأوربي
 (الإنجليزية)
```

- عبد الصمد الزلزولي على موقع قاعدة بيانات كرة القدم.إي يو (الإنجليزية)
- عبد الصمد الزلزولي على موقع بيانات كرة القدم. دي إي (الألمانية)
- عبد الصمد الزلزولي على موقع ليكيب (الفرنسية)
- عبد الصمد الزلزولي على موقع ناشيونال فوتبول تيمز (الإنجليزية)
- عبد الصمد الزلزولي على موقع Soccerbase.com (لاعب) (الإنجليزية)
- عبد الصمد الزلزولي على موقع Soccerway.com (الإنجليزية)
- عبد الصمد الزلزولي على موقع عالم كرة القدم.نت (الإنجليزية)